# 尾形崇斗
尾形 崇斗（おがた しゅうと、1999年5月15日 - ）は、宮城県黒川郡富谷町（現：富谷市）出身のプロ野球選手（投手）。右投左打。福岡ソフトバンクホークス所属。

## 経歴

### プロ入り前
富谷町立富ケ丘小学校3年生から「富谷スーパーキッズ」で軟式野球を始め、富谷町立あけの平小学校6年生から富谷町立富谷第二中学校時代は「仙台広瀬ボーイズ」に所属。同ボーイズでは東北選抜に選ばれ、東日本報知オールスター戦で優勝を果たした。
福島県の学校法人石川高等学校に進学後は1年生の夏からベンチ入りし、2年生の秋にはエースとなった。甲子園出場経験は無いが、1年生秋には秋季東北大会において準々決勝に進出。3年生の春の春季福島大会では、最速147km/hを計測し注目を集めた。3年生の夏の第99回全国高等学校野球選手権福島大会では準々決勝に進出するが、日大東北高校に5対4で敗れた。
2017年10月26日に行われたプロ野球ドラフト会議において、福岡ソフトバンクホークスから育成選手ドラフト1位指名を受け、11月23日、仙台市内にて入団交渉を行い、支度金300万円、年俸360万円（金額は推定）で契約合意に達し、12月7日、福岡市内のホテルで入団発表会見が行われた。背番号は120。

### ソフトバンク時代
2018年4月8日に行われたウエスタン・リーグ対広島戦において3番手で二軍公式戦初登板を果たし、4月11日の対阪神戦で3番手で登板し二軍公式戦初勝利を記録するが、オーバーワークからの疲労骨折により離脱を余儀なくされ、実戦復帰は9月となった。二軍公式戦登板は4試合の登板で1勝0敗。三軍戦では10試合の登板で36回1/3を投げ、4勝1敗、防御率2.23を記録する。
2019年は三軍戦が主戦場で、二軍公式戦の登板は1試合のみだった。三軍戦では25試合の登板で58回2/3を投げ、3勝1敗、防御率1.85を記録する。11月23日から台湾で開催された2019アジアウインターベースボールリーグに参加し、奪三振を多く記録する活躍を見せた。
2020年はオープン戦5試合に登板し、11回を無失点に抑える好成績を残し、オープン最終戦の翌日である3月16日に支配下選手登録された。背番号は39。開幕は二軍で迎えたが、6月23日に出場選手登録に登録され、同日の対埼玉西武ライオンズ戦にて一軍初登板を果たした。しかし、1回を投げて2三振を奪うも、2安打と押し出しを含む3四球で3失点を喫し、その1試合のみで二軍に降格、以降は一軍登板なくシーズンを終えた。二軍では計16回1/3を投げて防御率2.76という成績だった。
2021年は6月5日の交流戦阪神戦、10対2と大量リードの9回裏に同シーズン初登板で無失点に抑えて以降、7月13日の楽天戦まで計7試合8イニング連続無失点に抑え、同年最後の一軍戦出場となった8月25日の対西武戦で失点したものの失点はこの1点のみだった。
2022年は、4月5日の対オリックス・バファローズ1回戦（福岡PayPayドーム）で、先発の石川柊太が負傷により1回で降板した後、0対2の2回表に2番手として登板。先頭打者を二塁打で出した後、2四球で満塁のピンチを招くも無失点で乗り切り、直後の2回裏に自軍が三森大貴の3点本塁打で逆転、続く3回も1四球は出したが無失点で抑え、プロ初勝利を挙げた。
2023年は、ウエスタン・リーグで16セーブを挙げ、小林慶祐と並んで最多セーブを受賞した。
2024年は、右肩のコンディション不良により3月からリハビリ組で調整し、実戦登板は6月9日の高知ファイティングドッグスとの三軍交流戦までずれ込んだ。12試合に登板して2勝0敗、防御率2.31で3ホールドも記録。9月以降は9試合に登板して自責点0で、8回2/3で被安打4、無四球、12三振も奪って4年ぶりのリーグ優勝に貢献した。
2025年、小久保裕紀監督が「1イニング（限定）でいく選手はもう6人いるので」と話した”競争の輪からは外れて枠を与えられる”という6投手に尾形も名を連ね、3年ぶりに開幕一軍入りを果たした。3月30日の千葉ロッテマリーンズ戦、1点ビハインドの9回表からシーズン初登板となったが、2/3回を2安打2四球2失点で降板。その後も僅差のビハインド時に追加点を許したり、同点時の火消しに失敗したりと役割を果たせない登板が目立った。6月18日の広島東洋カープ戦では2点リードの6回裏から登板するも、一死満塁のピンチを招いてサンドロ・ファビアンに逆転満塁本塁打を被弾し、1/3回を4失点でシーズン初黒星。22試合の登板で0勝1敗3ホールド・防御率5.30という成績で翌19日に出場選手登録を抹消された。2軍では9試合に登板して防御率0・75の成績を残し7月19日に1軍に昇格した。7月20日の西武戦で今季初勝利。

## 選手としての特徴
回転数もホップ成分も高い力強いストレートが武器。最速は158km/hを計測している。
持ち球はその他に、スライダー、スプリット、チェンジアップ、カーブ、ツーシームなどがあるものの、決め球・カウント球として使える変化球に課題を抱えている。
ただ、スライダーは2023年シーズンから精度が向上し、翌2024年シーズンはストレートとスライダーが全投球の90%を占めた。

## 人物
憧れのプロ野球選手は千賀滉大。
ロベルト・オスナを師と仰いでいる。ナイター戦の試合前でも取り組むという、オスナが日々こなすウエートトレーニングは質量ともにチーム屈指であり、2023年6月に一軍へ昇格した際、尾形のブルペン投球を見ていたオスナに「いい球投げるじゃん。君は俺が今やってるトレーニングについてこられると思うから一緒にやろうよ」と声を掛けられたことを機に、一緒にトレーニングを行うようになったという。

## 詳細情報

### 年度別投手成績
| 年 度     | 球 団        | 登 板 | 先 発 | 完 投 | 完 封 | 無 四 球 | 勝 利 | 敗 戦 | セ 丨 ブ | ホ 丨 ル ド | 勝 率 | 打 者 | 投 球 回 | 被 安 打 | 被 本 塁 打 | 与 四 球 | 敬 遠 | 与 死 球 | 奪 三 振 | 暴 投 | ボ 丨 ク | 失 点 | 自 責 点 | 防 御 率 | W H I P |
| --------- | ------------ | ----- | ----- | ----- | ----- | -------- | ----- | ----- | -------- | ----------- | ----- | ----- | -------- | -------- | ----------- | -------- | ----- | -------- | -------- | ----- | -------- | ----- | -------- | -------- | ------- |
| 2020      | ソフトバンク | 1     | 0     | 0     | 0     | 0        | 0     | 0     | 0        | 0           | ----  | 8     | 1.0      | 2        | 0           | 3        | 0     | 0        | 2        | 0     | 0        | 3     | 3        | 27.00    | 5.00    |
| 2021      | ソフトバンク | 8     | 0     | 0     | 0     | 0        | 0     | 0     | 0        | 0           | ----  | 34    | 10.1     | 3        | 1           | 2        | 0     | 0        | 9        | 0     | 0        | 1     | 1        | 0.87     | 0.48    |
| 2022      | ソフトバンク | 9     | 0     | 0     | 0     | 0        | 1     | 0     | 0        | 0           | 1.000 | 54    | 11.1     | 14       | 2           | 6        | 0     | 0        | 11       | 1     | 0        | 7     | 7        | 5.56     | 1.76    |
| 2023      | ソフトバンク | 12    | 0     | 0     | 0     | 0        | 0     | 1     | 0        | 0           | .000  | 75    | 18.0     | 18       | 3           | 3        | 0     | 1        | 15       | 0     | 0        | 11    | 8        | 4.00     | 1.17    |
| 2024      | ソフトバンク | 12    | 0     | 0     | 0     | 0        | 2     | 0     | 0        | 5           | 1.000 | 46    | 11.2     | 8        | 0           | 3        | 0     | 0        | 15       | 0     | 1        | 4     | 3        | 2.31     | 0.94    |
| 通算：5年 | 通算：5年    | 42    | 0     | 0     | 0     | 0        | 3     | 1     | 0        | 5           | .750  | 217   | 42.1     | 45       | 6           | 17       | 0     | 1        | 52       | 1     | 1        | 26    | 22       | 3.78     | 1.18    |

- 2024年度シーズン終了時

### 年度別守備成績
| 年 度 | 球 団        | 投手  | 投手  | 投手  | 投手  | 投手  | 投手     |
| 年 度 | 球 団        | 試 合 | 刺 殺 | 補 殺 | 失 策 | 併 殺 | 守 備 率 |
| ----- | ------------ | ----- | ----- | ----- | ----- | ----- | -------- |
| 2020  | ソフトバンク | 1     | 0     | 0     | 0     | 0     | ----     |
| 2021  | ソフトバンク | 8     | 0     | 2     | 0     | 0     | 1.000    |
| 2022  | ソフトバンク | 9     | 0     | 1     | 0     | 0     | 1.000    |
| 2023  | ソフトバンク | 12    | 0     | 3     | 1     | 0     | .750     |
| 2024  | ソフトバンク | 12    | 0     | 1     | 0     | 0     | 1.000    |
| 通算  | 通算         | 42    | 0     | 7     | 1     | 0     | .875     |

- 2024年度シーズン終了時

### 記録
初記録
- 初登板：2020年6月23日、対埼玉西武ライオンズ1回戦（メットライフドーム）、7回裏に3番手で救援登板、1回3失点
- 初奪三振：同上、7回裏に源田壮亮から空振り三振
- 初勝利：2022年4月5日、対オリックス・バファローズ1回戦（福岡PayPayドーム）、2回表に2番手で救援登板、2回無失点
- 初ホールド：2024年9月23日、対オリックス・バファローズ23回戦（京セラドーム大阪）、6回裏二死に2番手で救援登板、1回1/3を無失点

### 背番号
- 120（2018年 - 2020年3月15日）
- 39（2020年3月16日 - ）

### 登場曲
- 「Lose Yourself」Eminem（2019年）
- 「The Beginning」ONE OK ROCK（2019年）
- 「MIC DROP」BTS（2020年）
- 「心絵」ロードオブメジャー（2020年 - ）
- 「Don't Know What To Do」BLACKPINK（2021年 - ）